# Fernando Teixeira Vitienes
Fernando Teixeira Vitienes (Santander/Kantábria, 1971. július 28. –) spanyol nemzetközi labdarúgó-játékvezető. Polgári foglalkozása laboratóriumi munkatárs.

## Pályafutása

### Nemzeti játékvezetés
A játékvezetői vizsgát 1985-ben, 14 évesen tette le. Nemzeti labdarúgó-szövetségének megfelelő játékvezető bizottságai minősítése alapján jutott magasabb osztályokba. 1992-1996 között a  3. Division, 1996-1999 között a 2. osztály B, 1999-2003 között 2. osztályú, 2003-tól a Liga BBVA bírója. A küldési gyakorlat szerint rendszeres 4. bírói szolgálatot is végez.
Első ligás mérkőzéseinek száma: 224 (2015. május 23.).
| Időpont             | Helyszín                      | Mérkőzés típusa                 | Mérkőzés                       | Eredmény | Nézők száma |
| ------------------- | ----------------------------- | ------------------------------- | ------------------------------ | -------- | ----------- |
| 2003. szeptember 2. | Anoeta Stadion, San Sebastián | első I. ligás bajnoki mérkőzése | Real Sociedad–RC Celta de Vigo | 1 – 1    | 23 000      |

#### Nemzeti kupamérkőzések
Vezetett kupadöntők száma: 2.

##### Spanyol labdarúgó-szuperkupa
| Időpont             | Helyszín                          | Mérkőzés típusa        | Mérkőzés                    | Eredmény | Nézők száma |
| ------------------- | --------------------------------- | ---------------------- | --------------------------- | -------- | ----------- |
| 2010. augusztus 21. | Camp Nou, Barcelona               | döntő második mérkőzés | FC Barcelona–Sevilla FC     | 4 – 0    | 67 414      |
| 2011. augusztus 14. | Santiago Bernabéu stadion, Madrid | döntő első mérkőzés    | Real Madrid CF–FC Barcelona | 2 – 2    | 79 800      |

### Nemzetközi játékvezetés
A Spanyol labdarúgó-szövetség Játékvezető Bizottsága (JB) terjesztette fel nemzetközi játékvezetőnek, a Nemzetközi Labdarúgó-szövetség (FIFA) 2009-től tartja nyilván bírói keretében. A FIFA JB központi nyelvei közül a spanyolt beszéli. Az UEFA JB besorolása szerint első kategóriás bíró. Több nemzetek közötti válogatott és Európa-liga klubmérkőzést vezetett, vagy működő társának 4. bíróként segített. A spanyol nemzetközi játékvezetők rangsorában, a világbajnokság-Európa-bajnokság sorrendjében többedmagával a 26. helyet foglalja el 2 találkozó szolgálatával.
Válogatott mérkőzéseinek száma: 5 (2014. március 26.).
| Időpont             | Helyszín                  | Mérkőzés típusa | Mérkőzés            | Eredmény | Nézők száma |
| ------------------- | ------------------------- | --------------- | ------------------- | -------- | ----------- |
| 2010. augusztus 11. | Partizán Stadion, Belgrád | felkészülési    | Szerbia–Görögország | 0 – 1    | 10 000      |

#### Labdarúgó-világbajnokság
A világbajnoki döntőkhöz vezető úton Brazíliába a XX., a 2014-es labdarúgó-világbajnokságra a FIFA JB játékvezetőként alkalmazta. Selejtező mérkőzést az Európai Labdarúgó-szövetség (UEFA) zónában vezetett.

##### 2014-es labdarúgó-világbajnokság

###### Selejtező mérkőzés
| Időpont         | Helyszín                 | Mérkőzés típusa           | Mérkőzés              | Eredmény | Nézők száma |
| --------------- | ------------------------ | ------------------------- | --------------------- | -------- | ----------- |
| 2013. június 7. | Zimbru Stadion, Chișinău | előselejtező (H. csoport) | Moldova–Lengyelország | 1 – 1    | 8726        |

#### Labdarúgó-Európa-bajnokság
Az európai labdarúgó torna döntőjéhez vezető úton Ukrajnába és Lengyelországba a XIV., a 2012-es labdarúgó-Európa-bajnokságra az UEFA JB játékvezetőként foglalkoztatta.

##### 2012-es labdarúgó-Európa-bajnokság

###### Selejtező mérkőzés
| Időpont           | Helyszín                     | Mérkőzés típusa           | Mérkőzés                    | Eredmény | Nézők száma |
| ----------------- | ---------------------------- | ------------------------- | --------------------------- | -------- | ----------- |
| 2011. március 26. | Bilino Polja Stadion, Zemica | előselejtező (D. csoport) | Bosznia-Hercegovina–Románia | 2 – 1    | 12 000      |